# Чигирин-Дібровська сотня
Чигирин-Дібровська сотня (вона ж Чигирин-Дубравська) — військово-територіальна одиниця Лубенського полку Війська Запорозького з центром у місті Чигрин-Дуброва (нині не існує).

## Історія
У 1649 році містечко Чигирин-Діброва входило до території Жовнинської сотні Чигиринського полку.
Як окремий військово-адміністративний підрозділ утворена у 1661 році в складі новоствореного Кременчуцького полку (1661—1663) з населених пунктів Вереміївської, Жовнинської та Максимівської сотень Чигиринського полку. Протягом 1663—1667 років у Чигиринському полку.
З 1667 й до ліквідації у 1782 році сотня перебувала (з незначними перервами на рубежі XVII—XVIII стт.) у Лубенського полку. За ревізіями в 1769 значаться дві Чигрин-Дубровські сотні.
Після скасування полково-сотенного поділу територія сотні ввійшла до Городиського повіту Київського намісництва.

## Населені пункти
В 1726—1730 рр.: місто: Чигрин-Дуброва;
містечка: Вереміївка, Жовнин;
села:
Галицьке,
Горби,
Гриньки (приселок до с. Горби),
Гусине,
Кліщинці,
Лебехівка,
Липове,
Лялинці (нині Ялинці) ,
Матвіївка,
Миклашівка,
Погоріле,
Сидори (приселок до с. Горби),
Шушвалівка;
слобідки:
Мозоліївка,
Монастирська при долині р. Кривої Руди переяславських законників;
хутір біля слобідки монастирської.
В 1750-х рр.:
місто: Чигрин-Дуброва;
містечка: Вереміївка, Жовнине;
села: Галицьке, Горби, Гриньки, Гусине, Кліщинці, Крива Руда, Лебехівка, Липове, Лялинці, Матвіївка, Митлашівка (також згадана вона ще, як слобідка), Мозоліївка, Погоріла, Сидори, Шушвалівка;
слобідка: Великий Узвіз;
хутори: Дем'яна Бульбаша біля Кринок, Галагана, Гарнаги, військового товариша, Григоровича, військового товариша, Салогуба Дмитра, значкового товариша, Самуся Якова та його матері Ульяни, Скосира Василя, Слюзової Тетяни, Соколовського священика, Стовбоваха, Требинського Данила, бунчукового товариша.
Сотенний центр — містечко Чигирин-Діброва, як і деякі села сотні: Погоріле та Митлашівка нині затоплені водами Кременчуцького водосховища. інші населені пункти сотні: містечко Вереміївка, села Великий Узвіз (зараз Пронозівка), Мозоліївка, Шушваківка були переселені на декілька кілометрів від зони затоплення і нині не знаходяться на своїх історичних місцях.

## Сотенний устрій

### Сотники
- Рєва (1649)
- Лукашенко Децик (? — 1672 — ?)
- Луненко (Дуненко?) Іван (? — 1672)
- Отрошко Андрій (1672 — ?)
- Пашкевич Семен (? — 1689—1696 — ?)
- Чуйко, Ілляшенко (Шолудько) Ярема (? — 1692—1703 — ?)
- Булюбаш Іван Федорович (? — 1706—1709 — ?)
- Заньковський Григорій (1718—1723)
- Бут Герасим (1723, нак.)
- Кирилович Семен (? — 1725)
- Шкляревський Михайло (2-3 роки, ран. 1730)
- Булюбаш Іван Федорович (? — 1733—1737)
- Бут Дмитро (1735, нак.)
- Бутовський Олександр (1737—1762)
- Бутовський Данило Олександрович (1763—1782)

### Писарі
- Григорій (? — 1740 — ?)
- Олексійович Опанас (? — 1743 — ?)
- Сечов Дмитро (? — 1762 — ?)

### Осавули
- Артеменко Лука (? — 1740—1743 — ?)
- Скорут Григорій (? — 1762 — ?)
- Білаш П. (? — 1768 — ?)
- Білаш Петро (1773—1779)

### Хорунжі
- Волочай Василь (? — 1703 — ?)
- Тинко Савка (? — 17402865 — ?)
- Зепа Іван (? — 1743 — ?)
- Ющенко Петро (? — 1762 — ?)
- Бокій Іван (1772—1780 — ?)

### Городові отамани
- Отрушенко Андрій (? -1689 — ?)
- Шульженко Кіндрат (? — 1692 — ?)
- Ілляшенко Ярема (? — 1696 — ?)
- Скосир Кузьма (? — 1725 — ?)
- Мазанка Федір (? — бл. 1727 — ?)
- Самусь Степан (? — 1735—1736 — ?)
- Салогуб Петро (? — 1740 — ?)
- Салогуб Дмитро (? — 1743 — ?)
- Колосовський Данило (? — 1762—1768 — ?)
- Шушваль Василь (1766—1779)
- Білаш Петро (1779—1780)

## Опис Чигирин-Дібровської сотні
За описом Київського намісництва 1781 року наявні наступні дані про кількість сіл та населення Чигирин-Дібровської сотні напередодні ліквідації:
| Населені пункти Чигирин-Дібровської сотні                                                                         | Дворян і шляхетства | Різночинців | Духовенства | Церковників | Греків | Хат              | Хат                   | Хат   | Хат                                        | Хат                                                           | Всього | Всього                             |
| --- | ------------------- | ----------- | ----------- | ----------- | ------ | ---------------- | --------------------- | ----- | ------------------------------------------ | ------------------------------------------------------------- | ------ | ---------------------------------- |
| Населені пункти Чигирин-Дібровської сотні                                                                         | Дворян і шляхетства | Різночинців | Духовенства | Церковників | Греків | козаків виборних | козаків підпомічників | міщан | посполитих коронних, в тому числі рангових | посполитих власницьких, різночинських і козацьких підсусідків | хат    | за останньою 1764 року ревізії душ |
| містечко Чигирин-Діброва                                                                                          | 6                   | 9           | 2           | 3           | —      | 37               | 141                   | —     | —                                          | 130                                                           | 308    | —                                  |
| містечко Вереміївка                                                                                               | 2                   | 2           | 8           | 4           | —      | 342              | 149                   | —     | —                                          | 373                                                           | 864    | —                                  |
| селище Погоріле                                                                                                   | —                   | —           | —           | —           | —      | —                | —                     | —     | —                                          | 49                                                            | 49     | —                                  |
| селище Митлашівка                                                                                                 | —                   | —           | —           | —           | —      | —                | —                     | —     | —                                          | 19                                                            | 19     | —                                  |
| село Великий Узвіз                                                                                                | —                   | 2           | 1           | 2           | —      | 65               | 33                    | —     | —                                          | 44                                                            | 142    | —                                  |
| селище Горяники                                                                                                   | —                   | —           | —           | —           | —      | 16               | —                     | —     | —                                          | 52                                                            | 68     | —                                  |
| слобідка Самусіївка                                                                                               | 1                   | 2           | —           | —           | —      | —                | —                     | —     | —                                          | 60                                                            | 60     | —                                  |
| село Мозоліївка                                                                                                   | —                   | —           | 1           | 2           | —      | 28               | 49                    | —     | —                                          | 36                                                            | 113    | —                                  |
| село Шушваківка                                                                                                   | —                   | 2           | 1           | 1           | —      | 47               | 68                    | —     | 8                                          | 59                                                            | 182    | —                                  |
| 1. хутір священиків Ющенка і Єрошківського                                                                        | —                   | —           | —           | —           | —      | —                | —                     | —     | —                                          | 1                                                             | 1      | —                                  |
| 2. хутір майора Оболонського                                                                                      | —                   | —           | —           | —           | —      | —                | —                     | —     | —                                          | 1                                                             | 1      | —                                  |
| 3. хутір Києво-Микільського монастиря                                                                             | —                   | —           | —           | —           | —      | —                | —                     | —     | —                                          | 3                                                             | 3      | —                                  |
| 4. хутір Пиво-Городиського монастиря                                                                              | —                   | —           | —           | —           | —      | —                | —                     | —     | —                                          | 3                                                             | 3      | —                                  |
| 5. хутір судді Булюбаша                                                                                           | —                   | —           | —           | —           | —      | —                | —                     | —     | —                                          | 6                                                             | 6      | —                                  |
| 6. хутір священика Бѣлостоцкого                                                                                   | —                   | —           | —           | —           | —      | —                | —                     | —     | —                                          | 3                                                             | 3      | —                                  |
| 7. хутір судді Булюбаша і сотника Бутовського з іншими                                                            | —                   | —           | —           | —           | —      | 5                | —                     | —     | —                                          | 13                                                            | 18     | —                                  |
| 8. хутір значкового товариша Самуся                                                                               | —                   | —           | —           | —           | —      | —                | —                     | —     | —                                          | 2                                                             | 2      | —                                  |
| 9. хутір судді Булюбаша Дарнадовський                                                                             | —                   | —           | —           | —           | —      | —                | —                     | —     | —                                          | 2                                                             | 2      | —                                  |
| 10. хутір возного Шепелявого жінки                                                                                | —                   | —           | —           | —           | —      | —                | —                     | —     | —                                          | 6                                                             | 6      | —                                  |
| 11. хутір священика Бѣлостоцкого                                                                                  | —                   | —           | —           | —           | —      | —                | —                     | —     | —                                          | 1                                                             | 1      | —                                  |
| 12. хутір Ріп, козачий                                                                                            | —                   | —           | —           | —           | —      | 2                | 3                     | —     | —                                          | 4                                                             | 9      | —                                  |
| 13. хутір козаків Сиролѣвъ                                                                                        | —                   | —           | —           | —           | —      | 10               | —                     | —     | —                                          | 3                                                             | 13     | —                                  |
| 14. хутір козака Гладира                                                                                          | —                   | —           | —           | —           | —      | 11               | —                     | —     | —                                          | —                                                             | 11     | —                                  |
| 15. хутір козака Ващенка                                                                                          | —                   | —           | —           | —           | —      | 4                | —                     | —     | —                                          | —                                                             | 4      | —                                  |
| 16. хутір козака Михайлика                                                                                        | —                   | —           | —           | —           | —      | 4                | 6                     | —     | —                                          | —                                                             | 10     | —                                  |
| 17. хутір посполитого судді Бутовського                                                                           | —                   | —           | —           | —           | —      | —                | —                     | —     | —                                          | 3                                                             | 3      | —                                  |
| 18. хутір козака Неходи                                                                                           | —                   | —           | —           | —           | —      | 2                | —                     | —     | —                                          | —                                                             | 2      | —                                  |
| 19. хутір козака Буряка                                                                                           | —                   | —           | —           | —           | —      | 3                | —                     | —     | —                                          | —                                                             | 3      | —                                  |
| 20. хутір козака Шостопала                                                                                        | —                   | —           | —           | —           | —      | —                | —                     | —     | —                                          | 1                                                             | 1      | —                                  |
| 21. хутір військового товариша Шепелявого                                                                         | —                   | —           | —           | —           | —      | —                | —                     | —     | —                                          | 6                                                             | 6      | —                                  |
| 22. хутір козаків Посмашних                                                                                       | —                   | —           | —           | —           | —      | 3                | —                     | —     | —                                          | —                                                             | 3      | —                                  |
| 23. хутір козака Василя Посмашного                                                                                | —                   | —           | —           | —           | —      | —                | —                     | —     | —                                          | 1                                                             | 1      | —                                  |
| 24. хутір возного Бутовського                                                                                     | —                   | —           | —           | —           | —      | —                | —                     | —     | —                                          | 6                                                             | 6      | —                                  |
| 25. хутір сотника Бутовського                                                                                     | —                   | —           | —           | —           | —      | —                | —                     | —     | —                                          | 18                                                            | 18     | —                                  |
| 26. хутір отамана сотенного Шушвала                                                                               | —                   | —           | —           | —           | —      | —                | —                     | —     | —                                          | 18                                                            | 18     | —                                  |
| 27. хутір хорунжого полкового і військових товаришів Слізок                                                       | —                   | —           | —           | —           | —      | —                | 1                     | —     | —                                          | 3                                                             | 4      | —                                  |
| 28. хутір возної Шепелявої                                                                                        | —                   | —           | —           | —           | —      | —                | —                     | —     | —                                          | 1                                                             | 1      | —                                  |
| 29. хутір отамана сотенного Бѣлаша                                                                                | —                   | —           | —           | —           | —      | —                | —                     | —     | —                                          | 1                                                             | 1      | —                                  |
| 30. хутір козака Покотила                                                                                         | —                   | —           | —           | —           | —      | 3                | —                     | —     | —                                          | —                                                             | 3      | —                                  |
| 31. хутір козаків Пащенків                                                                                        | —                   | —           | —           | —           | —      | 11               | —                     | —     | —                                          | —                                                             | 11     | —                                  |
| 32. хутір козаків Залебовських                                                                                    | —                   | —           | —           | —           | —      | 8                | —                     | —     | —                                          | —                                                             | 8      | —                                  |
| 33. хутір козаків Кондратенка і Палаченка                                                                         | —                   | —           | —           | —           | —      | 2                | —                     | —     | —                                          | —                                                             | 2      | —                                  |
| 34. хутір козака Білобаби                                                                                         | —                   | —           | —           | —           | —      | 5                | —                     | —     | —                                          | —                                                             | 5      | —                                  |
| 35. хутір козаків Трибрата                                                                                        | —                   | —           | —           | —           | —      | 6                | —                     | —     | —                                          | —                                                             | 6      | —                                  |
| 36. хутори козака Парафила                                                                                        | —                   | —           | —           | —           | —      | 6                | —                     | —     | —                                          | —                                                             | 6      | —                                  |
| 37. хутір козаків Кицѣвъ                                                                                          | —                   | —           | —           | —           | —      | 5                | —                     | —     | —                                          | 7                                                             | 12     | —                                  |
| 38. хутір отамана сотенного Шершня                                                                                | —                   | —           | —           | —           | —      | —                | —                     | —     | —                                          | 5                                                             | 5      | —                                  |
| 39. хутори монастиря Києво-Микільського 40. і козаків Проскурки 41. і Колесників                                  | —                   | —           | —           | —           | —      | 10               | —                     | —     | —                                          | 2                                                             | 12     | —                                  |
| 42. хутір військового товариша Колосовського                                                                      | —                   | —           | —           | —           | —      | —                | —                     | —     | —                                          | 6                                                             | 6      | —                                  |
| 43. хутір отамана сотенного Скосира                                                                               | —                   | —           | —           | —           | —      | —                | 6                     | —     | —                                          | 9                                                             | 15     | —                                  |
| 44. хутір козаків Малків                                                                                          | —                   | —           | —           | —           | —      | 5                | —                     | —     | —                                          | —                                                             | 5      | —                                  |
| 45. хутір судьїної Бутовської                                                                                     | —                   | —           | —           | —           | —      | —                | —                     | —     | —                                          | 1                                                             | 1      | —                                  |
| 46. хутори сотника, судьїної, 47. возного Бутовських; 48. Києво-Микільського монастиря 49. і козаків виборних 50. | —                   | —           | —           | —           | —      | 19               | 4                     | —     | —                                          | 18                                                            | 41     | —                                  |
| 51. хутір козаків Тимченків                                                                                       | —                   | —           | —           | —           | —      | 9                | —                     | —     | —                                          | —                                                             | 9      | —                                  |
| 52. хутір козаків Бабичів                                                                                         | —                   | —           | —           | —           | —      | 3                | —                     | —     | —                                          | —                                                             | 3      | —                                  |
| 53. хутір козаків Слюсарів                                                                                        | —                   | —           | —           | —           | —      | 2                | —                     | —     | —                                          | —                                                             | 2      | —                                  |
| 54. хутір козаків Бугаїв                                                                                          | —                   | —           | —           | —           | —      | 13               | —                     | —     | —                                          | —                                                             | 13     | —                                  |
| 55. хутір козаків Коваленків                                                                                      | —                   | —           | —           | —           | —      | 9                | —                     | —     | —                                          | —                                                             | 9      | —                                  |
| 56. хутір Панківка, судді Булюбаша                                                                                | —                   | —           | —           | —           | —      | —                | —                     | —     | —                                          | 13                                                            | 13     | —                                  |
| 57. хутір козака Стаса                                                                                            | —                   | —           | —           | —           | —      | 5                | —                     | —     | —                                          | —                                                             | 5      | —                                  |
| 58. хутір козаків Рецѣвъ                                                                                          | —                   | —           | —           | —           | —      | 10               | —                     | —     | —                                          | —                                                             | 10     | —                                  |
| 59. хутір козаків Солодів                                                                                         | —                   | —           | —           | —           | —      | 3                | —                     | —     | —                                          | —                                                             | 3      | —                                  |
| 60. хутори козака Магери                                                                                          | —                   | —           | —           | —           | —      | 3                | —                     | —     | —                                          | —                                                             | 3      | —                                  |
| 61. хутір козаків Терещенків                                                                                      | —                   | —           | —           | —           | —      | 4                | —                     | —     | —                                          | —                                                             | 4      | —                                  |
| 62. хутір козаків Магдів                                                                                          | —                   | —           | —           | —           | —      | 3                | —                     | —     | —                                          | —                                                             | 3      | —                                  |
| 63. хутір козаків Отдаченків                                                                                      | —                   | —           | —           | —           | —      | 4                | —                     | —     | —                                          | —                                                             | 4      | —                                  |
| 64. хутір сотника Булюбаша                                                                                        | —                   | —           | —           | —           | —      | —                | —                     | —     | —                                          | 2                                                             | 2      | —                                  |
| 65. хутір того ж Булюбаша — Плависте                                                                              | —                   | —           | —           | —           | —      | —                | —                     | —     | —                                          | 8                                                             | 8      | —                                  |
| 66. хутір козака Чепурного                                                                                        | —                   | —           | —           | —           | —      | —                | —                     | —     | —                                          | 1                                                             | 1      | —                                  |
| 67. хутір козака Бѣленка                                                                                          | —                   | —           | —           | —           | —      | 2                | —                     | —     | —                                          | —                                                             | 2      | —                                  |
| 68. хутір козаків Половшевих                                                                                      | —                   | —           | —           | —           | —      | 9                | —                     | —     | —                                          | —                                                             | 9      | —                                  |
| 69. хутір козаків Магерів                                                                                         | —                   | —           | —           | —           | —      | 2                | —                     | —     | —                                          | —                                                             | 2      | —                                  |
| Всього у сотні Чигирин-Дібровській                                                                                | 9                   | 17          | 13          | 12          | —      | 740              | 460                   | —     | 8                                          | 1000                                                          | 2208   | 5844                               |